# آدم آدم است
آدم آدم است (به زبان آلمانی: Mann ist Mann) نام نمایشنامه‌ای اثر برتولت برشت، نویسنده آلمانی است که مضمون آن جنگ و هویت بشری است. نگارش این نمایشنامه در حدود سال ۱۹۲۶ به پایان رسیده‌است.
برشت در این نمایشنامه به وضعیت موجود زندگی بشر و بلاهایی که بر سر او می‌آید می‌پردازد. او در این نمایشنامه زندگی فردی را به تصویر می‌کشد که در برابر نیروهای بیرونی قطعه قطعه می‌شود و حتی تا جایی پیش می‌رود که خودش نیز بر خود رحم نمی‌کند و خود او نیز بر خویشتن خویش ضربه می‌زند. او شاید هزاران بار می‌میرد اما هیچ اعتراضی نمی‌کند. در پایان برتولت برشت پیشنهاد می‌کند که مردمان باید این وضعیت را تحمل یا به گونه‌ای دیگر بینش خود را نسبت به زندگی متحول کنند تا در برابر سیل حوادث در هم نشکنند. محتوای این نمایشنامه بر محوریت ازخودبیگانگی انسان می چرخد که در گفتمان چپ آن روزگار از اهمیت ویژه ای برخودار بود. 

## خلاصه داستان
گالیگی مردی‌ست ساده‌دل که یک روز صبح به سفارش همسرش برای خرید ماهی به بازار می‌رود، در راه به چند نفر از سرابازان ارتش بریتانیا برخورد می‌کند. رفته‌رفته با آن‌ها دوست می‌شود و فردای همان روز، زرم‌جامه ارتش بریتانیا را به تن می‌کند و به فردی بی‌رحم تبدیل می‌شود.  